# Ann Ward
Pour les articles homonymes, voir Ward.
 Ann Ward, née le 20 avril 1991, est un mannequin américain qui a gagné la saison 15 de l'émission de télé-réalité America's Next Top Model. 
Sa taille complexait beaucoup Ann Ward et elle se renfermait, ce complexe l'empêchait d'exprimer sa personnalité. Tyra Banks lui a beaucoup reproché ce manque de personnalité mais Ann a fini cinq fois de suite première pour les séances photos.